# 蒙哥馬利鎮區 (密蘇里州蒙哥馬利縣)
蒙哥馬利鎮區（英語：Montgomery Township）是位於美國密蘇里州蒙哥馬利縣的一個行政鎮區。

## 地方資料
蒙哥馬利鎮區的面積為208.35平方千米，當中陸地面積為206.84平方千米，而水域面積為1.51平方千米。根據2020年美國人口普查的數據，當地共有人口3592人，而人口密度為每平方千米17.24人。